# Calvaire de Pont ar Groas
Le calvaire de Pont ar Groas est situé à Brignogan-Plages en France.

## Localisation
Le calvaire est situé sur le territoire de la commune de Brignogan-Plages, dans le département du Finistère en région Bretagne.

## Historique
Le calvaire est inscrit au titre des monuments historiques par arrêté du 11 mai 1932.